# Citibank (Hong Kong)
Citibank (Hong Kong) Limited (花旗銀行) — один из крупнейших лицензированных банков Гонконга. Основан в 1902 году. Штаб-квартира расположена в небоскрёбе Citi Tower (офисный комплекс One Bay East, округ Куньтхон). Имеет 21 отделение в Гонконге и отделение в Макао. Citibank (Hong Kong) Limited действует в качестве филиала Citigroup Holding (Singapore), который в свою очередь входит в состав финансовой группы Citigroup (Нью-Йорк).
Citibank (Hong Kong) обслуживает свыше одного миллиона клиентов. Основные сферы интересов — потребительское кредитование, взаимные инвестиции, операции с облигациями, акциями и иностранными валютами, страхование, управление частным капиталом, выпуск и обслуживание кредитных карт, обслуживание банковских счетов в Гонконге, мобильный банкинг (в сотрудничестве с SK Telecom), проведение IPO.
В Citibank (Hong Kong) работает около 4,5 тыс. сотрудников, в том числе 3,2 тыс. человек — в новой штаб-квартире в Коулуне, 1 тыс. человек — в старом офисе в Центральном районе и свыше 400 человек — в отделениях банка.    

## История
Citibank начал свои операции в Гонконге в 1902 году, став первым американским банком, который обосновался в этой британской колонии. В 1965 году в Гонконге был основан дочерний банк, который с 2005 года носит своё нынешнее название Citibank (Hong Kong) Limited. В 2008 году Citibank запустил в Гонконге услуги мобильного банкинга и начал обслуживать карты Октопус.
Ранее гонконгская штаб-квартира Citibank располагалась в небоскрёбе Citibank Plaza, который сегодня известен как Three Garden Road. Долгое время Citibank арендовал там 15 этажей, однако из-за роста цен на недвижимость в Центральном районе в 2016 году перенёс штаб-квартиру в собственное 21-этажное здание в Коулуне. 

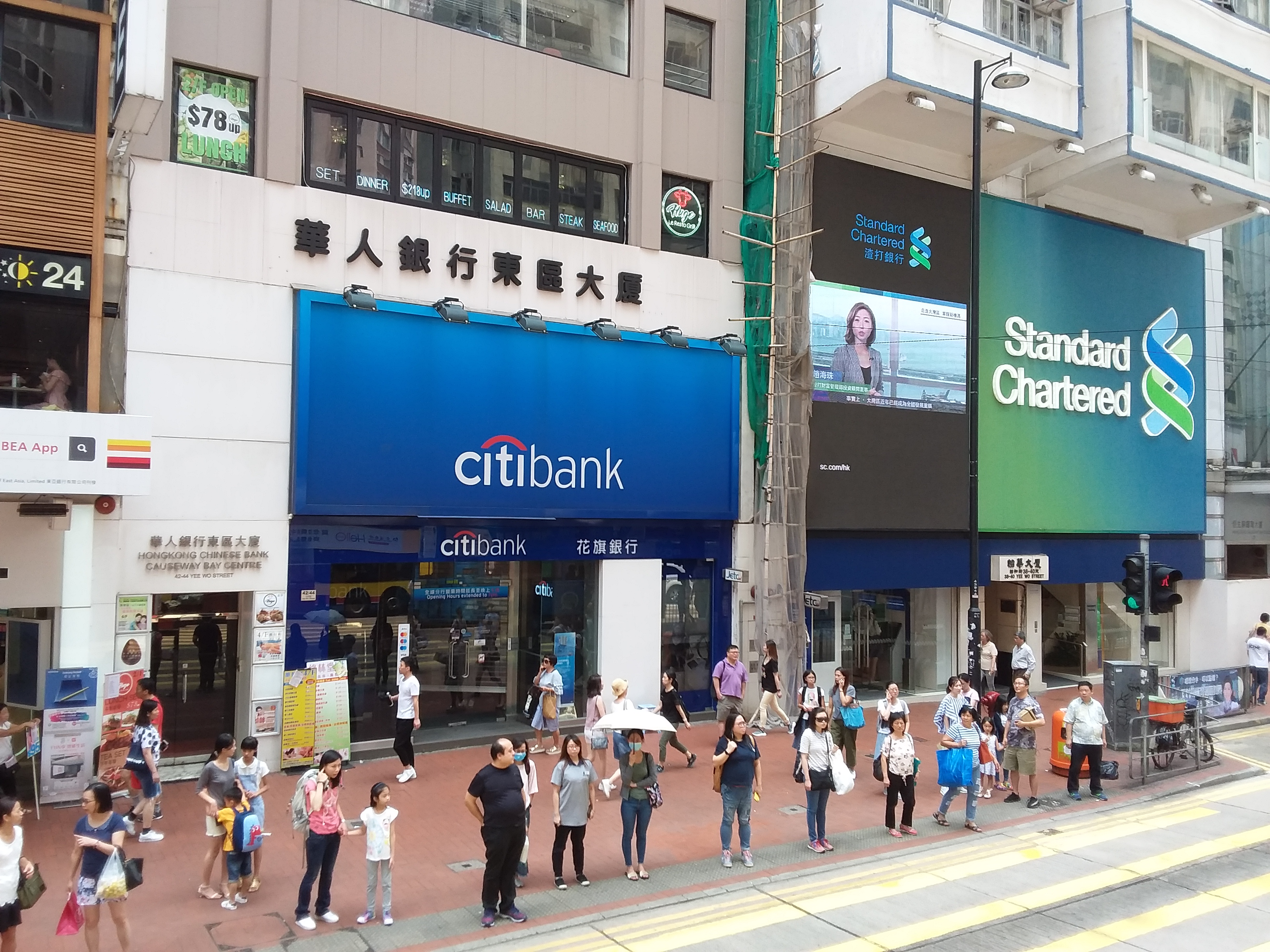
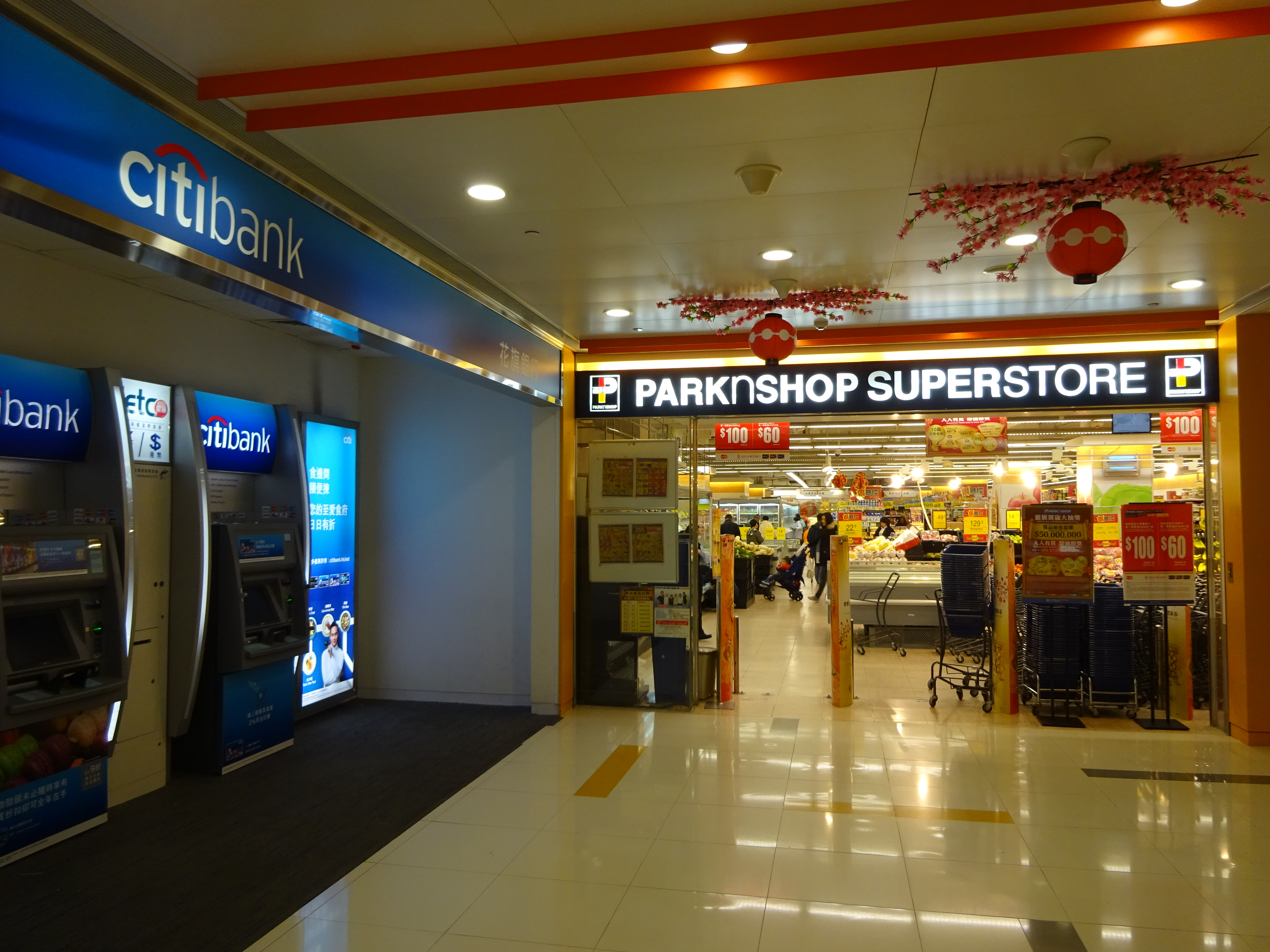
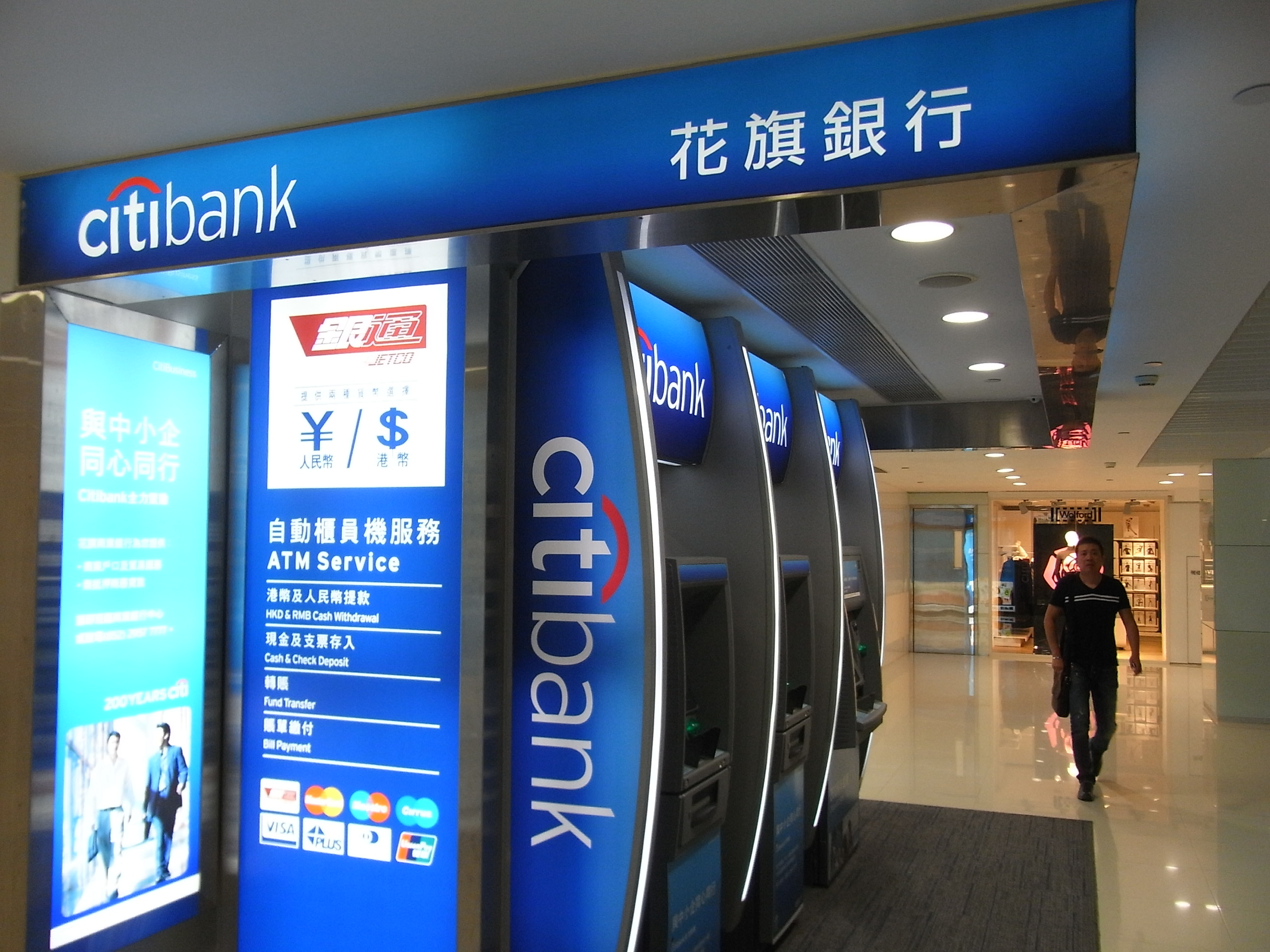